# Euxoa mixta
Euxoa mixta är en fjärilsart som beskrevs av Fabricius 1787. Euxoa mixta ingår i släktet Euxoa och familjen nattflyn. Inga underarter finns listade i Catalogue of Life.